# チェン・ジー
チェン・ジーは中華人民共和国のギター奏者、ギター指導者。
長年、北京の中央音楽学院のクラシックギターの教授として後身の指導に従事してきた。パリ音楽院、王立音楽アカデミーの客員教授などを務める。招待に応じてフランス、イタリア、ドイツ、イギリス、オーストリア、米国、スイス、ベルギー、スペイン、ポルトガル、ポーランド、オーストラリア、日本、マレーシア、香港、マカオ、台湾のなどで、学術講演や国際ギターコンクールの審査委員を務めている。クラシックギターに関する著者多数。海外でも出版されている。生年月日などは非公開とされるが、『厦門晩報』の報道によれば1938年生まれ。父は中華民国の政治家・陳群。

## ギター指導者としての実績
北京の中央音楽学院で指導した生徒として、スーフェイ・ヤン、ワン・ヤンメン（王雅夢）、スー・メン（蘇萌）、リー・ジエ（李潔）らがいる。スーフェイ・ヤンは、1989年の第32回東京国際ギターコンクールで特別賞を受賞、その後、数々のコンクールで賞を受賞。ワン・ヤーメンは、1993年第36回東京国際ギターコンクール、1995年のイタリア・アレッサンドリア国際ギターフェスティバルの優勝者、リー・ジエは、1998年の第2回香港国際ギターコンクールの優勝者、中央音楽学院付属中学の生徒だったチェン・チュアンが2002年のウィーン国際ギターフォーラム青年の部第2位、スー・メンは、2002年の第5回ヴィアンナ国際ギターコンクール青年の部、2005年の第48回東京国際ギターコンクール、2006年のアメリカのクリストファー･パークニング青年ギターコンクールの優勝者として知られる。
こうした教え子たちの実績にもとづいてチェンも、日本はもちろん、各国で、優れたギター指導者としてその名を知られるようになった。メトロノームを駆使した指導で、成果を挙げているといわれる。

## 経歴
1982年、中国ではじめてのクラシックギターの学校を設立。
1984年から毎週クラシックギター講座のラジオ番組を担当。
1986年、中国北京ギター学会の協議会ディレクターとなった。
1987年には、第１回中国国際ギターフェスティバルの組織者となった。
1984年から毎週クラシックギター講座のラジオ番組を担当。
1989年からは、中国放送ギターオーケストラの指導者とコンダクターを務めた。
1993年からは、中国中央電視台（CCTV） で、週に３度「クラシックギターの技術と表現」という番組を受け持った。
2008年6月、著名なアーティスト、教え子たちが集まり、教授生活50年を祝うフェスティバルが北京の国立芸術センターで行なわれた。

## 注
1. 1 2  『厦門晩報』2006年11月6日